# Tata Safari
Le Tata Safari est un SUV fabriqué en Inde depuis 1997 par Tata Motors. Il est vendu en Asie et dans certains pays d'Europe comme en Italie.